# 엥크 칸
엥크 칸 또는 엥케 칸(ᠡᠩᠬᠡ ᠬᠠᠭᠠᠨ, Энх хаан, 恩克 汗, ? ~ 1394년)은 몽골 제국의 대칸(재위:1392 ~ 1394)이었다. 일설에는 1393년~1394년에 재위했다는 설이 있다. '엥크' 또는 '엥케'는 몽골어로 '평화로운'이라는 뜻이다. 중국어 문헌에는 은극(恩克), 앙극(昻克)으로 표기된다. 
엥크 칸은 아리크 부케의 후손으로, 조리그투 칸의 아들이다. 이수데르의 아들이었다. 이수데르와 조리그투 칸을 동일 인물로 보는 설이 있고, 다른 인물로 보는 설이 있다. 티무르 제국의 사서 자파르나마(Зафарнама 승리의 서), 샤이라트 울 아타르크(Шажрат ул Атрак, 투르크와 타타르의 족보)에 의하면 그는 이수데르 조리그투 카안 바로 다음에 즉위하는 것으로 나타난다.
일설에는 엥크 칸을 이수데르 조리그투 칸과 동일 인물로 보며, 조리그투 칸의 형제로 보는 설도 있다. 따라서 엥크 조리그투, 엔케 조리그투 칸으로 보기도 한다. 몽골어 사서 《황금사》(알탄 톱치)에 의하면 토구스테무르 우스칼 칸의 아들이라는 설도 있다. 《황금사》(알탄 톱치)에 의하면 그는 4년간 재위했다고 한다. 엥크 칸은 명나라에 대항하여 티무르 제국에 사신을 보내 동맹을 맺고, 명나라 원정을 준비하기도 했다. 1394년에 붕어했다.
엘베그 니굴세그치 칸에 의해 암살되었다는 설이 있으며, 그가 죽기 전인 1393년에 엘베그가 스스로 대칸에 올랐다고도 한다. 일설에는 1392년에 사망했다는 설이 있다.
| 전임 이수데르 조리그투 칸 | 제20대 몽골 제국 대칸 1392년 - 1394년 | 후임 엘베그 니굴세그치 칸 |

| 전임 이수데르 조리그투 칸 | 제5대 북원 황제 1392년 ~ 1394년 | 후임 엘베그 니굴세그치 칸 |

1. ↑  돌궐계보 (The Shajrat ul atrak, or genealogical tree of the Turks and Tatars), pp.218,“The fourteenth was named Eenkeh Khan, the son of Yusoordar.